# André Bolkonsky
Le prince Andrei Nikolaievich Bolkonsky (russe : Андрей Николаевич Болконский) est l'un des personnages principaux du roman de Léon Tolstoï, Guerre et Paix.
Fils du prince Nicolas Bolkonsky, ami intime de Pierre Bézoukhov et fiancé à Natacha Rostova, le prince André est l'un des héros les plus emblématiques et complexes de l'œuvre de Tolstoï.
D'une intelligence fine et réservée, nous suivons l'évolution intérieure de cet homme rationnel, fort et ambitieux pourtant insatisfait de son existence. Sa rencontre avec Natacha bouleverse cependant le pessimisme résigné auquel les événements tragiques de sa vie l'ont conduit.
Côtoyant les grands personnages historiques du roman (Koutouzov, Napoléon, Alexandre Ier), sa réflexion personnelle sur le pouvoir s'ajoute à la pensée générale de l'auteur sur la Guerre elle-même.
Héros quasi « métaphysique », loin pourtant d'être tourmenté comme son ami Pierre, c'est face à la mort et à sa capacité de pardon (Anatole Kouraguine) qu'il découvre son humanité profonde et le prix qu'il accorde à la vie et à son amour pour Natacha.
Il participera aux plus grandes batailles des Russes contre la Grande Armée napoléonienne, est mortellement blessé à celle de la Moscova (ou Borodino), et meurt un mois plus tard de cette plaie entre sa sœur la princesse Marie et Natacha Rostova.
« Cet être innommé, c’est la mort, la mort qui vient à lui, et il faut à tout prix qu’il lui échappe !… Il saisit la porte… la refermer n’est plus possible, mais, en rassemblant ce qui lui reste de forces, peut-être pourra-t-il du moins l’empêcher de passer ?… Hélas ! ses forces s’épuisent, il s’agite dans le vide, et la porte remue de nouveau !… Il tente une fois encore de résister à la pression du dehors… Peine inutile !… Le spectre entre, il est entré… et le prince André se sent mourir ! » (Livre 4)

## Inspiration
Le prince André Bolkonsky est inspiré par la figure tragique du comte Ferdinand von Tiesenhausen. Aristocrate russe fils de l'une des plus grandes familles de la noblesse germano-balte, il fut l'époux de la princesse Elizabeth Koutouzova, fille du maréchal prince Koutouzov. Le comte combattit à Austerlitz sous les ordres de son beau-père et devint aide de camp de l'empereur Alexandre Ier avant d'être mortellement blessé sur le champ de bataille, un drapeau à la main. Napoléon, s'approchant de lui alors qu'il était encore vivant, déclara : « Quelle belle mort ! » (dans l’œuvre de Tolstoï, le prince André est aussi blessé à Austerlitz, et Napoléon le voyant, énonce cette même phrase).

## Cinéma et télévision
- 1956 : Guerre et Paix (War and Peace) de King Vidor: Mel Ferrer
- 1965 - 1967 : Guerre et Paix (Война и мир) de Serge Bondartchouk: Viatcheslav Tikhonov
- 1972 : Guerre et Paix (War and Peace) de John Davies: Alan Dobie
- 2007 : Guerre et Paix de Robert Dornhelm: Alessio Boni
- 2016 : Guerre et Paix de Tom Harper: James Norton